# 13499 Steinberg
13499 Steinberg eller 1986 TQ5 är en asteroid i huvudbältet som upptäcktes den 1 oktober 1986 av CERGA-observatoriet i Nice. Den är uppkallad efter Jean Louis Steinberg.
Asteroiden har en diameter på ungefär 9 kilometer och den tillhör asteroidgruppen Themis.